# مولئو
مولئو (به اسپانیایی: Molló) یک منطقهٔ مسکونی در اسپانیا است که در ریپولس واقع شده‌است. مولئو ۴۳٫۱ کیلومتر مربع مساحت دارد.